# Hallwil
Hallwil (schweizertyska: Haubu) är en ort och kommun i distriktet Lenzburg i kantonen Aargau, Schweiz. Kommunen har 1 021 invånare (2023).